# Domingo de Salazar
Domingo de Salazar (Labastida, Álava, España, 1512-Madrid, 4 de diciembre de 1594) fue un religioso español de la Orden de los Predicadores (O.P.), y primer obispo de Manila. Conocido como el "Las Casas filipino" por la defensa de los indígenas frente a los encomenderos.

## Biografía
El 6 de febrero de 1579, el papa Gregorio XIII designa Domingo de Salazar como primer obispo de Manila. El rey Felipe II había ya propuesto su nombre un año antes. 
El 17 de septiembre de 1581 llegaba a Manila. Durante su viaje entró en contacto con el jesuita Alonso Sánchez, el cual ambicionaba una expedición armada para evangelizar las tierras chinas, la llamada Empresa de China. Salazar inicialmente la consideró de la máxima prioridad, pero enfrentamientos políticos y su propia ruptura con Sánchez le pusieron en contra.
En 1591, Salazar emprende un viaje a España para defender sus posiciones en favor de la defensa de los indígenas filipinos y en contra del proyecto de conquista de China.
Muere en diciembre de 1594 en el convento Santo Tomás de Madrid.